# Fikret Moualla
 (juillet 2021).
Si vous disposez d'ouvrages ou d'articles de référence ou si vous connaissez des sites web de qualité traitant du thème abordé ici, merci de compléter l'article en donnant les références utiles à sa vérifiabilité et en les liant à la section « Notes et références ».
Fikret Moualla ou Fikret Muallâ Saygı (1903 à Kadıköy à Constantinople, Empire ottoman – 20 juillet 1967 à Reillanne, France ) est un peintre d' avant-garde d'origine turque. Son travail est influencé par l'expressionnisme et le fauvisme, avec des sujets axés sur la vie de rue parisienne, les lieux sociaux tels que les cafés et les cirques.
Fikret Muallâ Saygı est considéré comme l'un des représentants de la peinture turque au XXe siècle, avec Abidin Dino.

## Jeunesse
Moualla est né à Kadıköy, à Constantinople. Il est très aimé de sa mère. Cette relation jouera un rôle important dans sa vie ultérieure. À l'âge de 12 ans, il est paralysé au pied droit après avoir trop frappé un ballon pour imiter son oncle Hikmet Topuzer, un footballeur de Fenerbahçe SK. Peu de temps après, il perd sa mère à cause d'une épidémie de grippe. Son père se remarie avec une très jeune femme, cependant Fikret Mualla n'accepte pas sa belle-mère.

## Séjour en Europe
Après le lycée, son père l'envoie à Zurich, en Suisse, pour étudier l'ingénierie. Fikret Mualla quitte vite la Suisse pour s'installer à Berlin, en Allemagne. L'accident d'enfance, qui a pour conséquence une mauvaise condition physique, a aussi pour effet des troubles mentaux à l'âge adulte. Il est institutionnalisé à plusieurs reprises, pour dépendance à l'alcool et paranoïa extrême. En 1928, il est hospitalisé à Berlin pour délire. Il se rend ensuite à Paris, capitale des arts et centre d'une liberté illimitée pour lui. Cependant, il est contraint de rentrer chez lui car il ne reçoit plus d'argent de son père.

## Retour en Turquie
À Istanbul, il est diagnostiqué comme ayant une santé mentale normale après un séjour de trois jours à l'hôpital psychiatrique de Bakırköy. Fikret Mualla est nommé professeur de dessin dans un lycée d'Ayvalık. Cependant, il quitte ce poste et déménage à Beyoğlu, un quartier d'Istanbul. Il s'essaye, pendant un certain temps, à l'écriture et au dessin. Il se lie d'amitié avec la soprano Semiha Berksoy, l'écrivain Nâzım Hikmet et le peintre Abidin Dino. Sa première exposition en 1934 contient des dessins et des aquarelles; elle n'attire pas beaucoup d'attention. En 1936, il est de nouveau hospitalisé pendant environ un an. Après sa libération, il décide de quitter la Turquie, où il se sent incompris. Avant de se rendre en 1939 à Paris, il réalise une trentaine de peintures à l'huile pour le pavillon turc de l' Exposition universelle de New York à la demande de son ami proche Abidin Dino.

## Retour en France
Sa vie à Paris se passe dans un contexte de dépendance à l'alcool, d'aliénation mentale et de dissonance cognitive. Son amour pour la peintre turque Hale Asaf n'est pas réciproque. Il est hospitalisé à nouveau pendant deux mois, mais il n’arrête pas la peinture. Le mannequin français Dina Vierny le sauve de la déportation. En 1954, Fikret Mualla inaugure sa première exposition à Paris. Il se lie d'amitié avec de nombreux artistes de renom dont Pablo Picasso. Il vendra plus tard une photo signée de Picasso pour une bouteille de vin. Après sa deuxième exposition, il est de nouveau hospitalisé. En 1953 et 1956, Moualla est hospitalisé à l’hôpital Sainte-Anne à Paris.
Sa réputation d'ivrogne et de fou est bien établie, mais il commence à être respecté en tant que peintre. Pendant ce temps, une collectionneuse, Fernande Anglès, le prend sous son patronage. Cela lui permet de gagner sa vie en peignant et en vendant ses œuvres. Toutefois, Fikret Mualla devient paralysé en 1962. Il déménage à Reillanne, un village du sud-est de la France, et souffre de cirrhose. En mai 1967, il est interné dans une clinique après une crise nerveuse. Dans la matinée du 20 juillet, Fikret Mualla est retrouvé mort dans son lit. Selon sa volonté, ses restes sont ramenés en Turquie et enterrés au cimetière de Karacaahmet à Istanbul.

## Biographie
- « Biography of Fikret Mualla Saygı » [archive du 8 octobre 1999] (consulté le 2 avril 2005)
- Biyografi.info - Biographie de Fikret Mualla Saygı (in Turkish)